# Carales albicans
Carales albicans là một loài bướm đêm thuộc phân họ Arctiinae, họ Erebidae.